# Fløjtenist
|  | Denne artikel omhandler emnet tværfløjtenist. Opslagsordet har også en anden betydning, se blokfløjtenist. |
En fløjtenist er en person, hvis profession er at spille fløjte:tværfløjte eller blokfløjte.. Om dem, der spiller på mindre kendte fløjter, bruges oftest betegnelsen fløjtespiller (fx panfløjtespiller).
Selv om fløjtenister oftest arbejder inden for klassisk musik, findes de også inden for jazz, folkemusik, rock, metal (hovedsageligt folk metal med elementer fra folkemusik). Fløjtenisten kan også undervise, optræde som soloinstrumentalist (oftest akkompagneret af klaver) samt medvirke i symfoniorkestre og kammerorkestre. Ofte er en solistkarriere kombineret med undervisning.
Fløjtenister kan også være komponister af fløjtemusik eller udvikle selve instrumentet. Vores tværfløjte blev videreudviklet fra en tidligere tværfløjte af fløjtenisten Theobald Böhm.

## Historie
I begyndelsen var fløjtespil underholdning eller blot metaforisk.

### Mytiske fløjtenister
Fløjtenister har flere gange optrådt i mytiske sammenhænge. Det gælder blandt andre den hinduistiske gud Krishna, der typisk vises som en dreng, der spiller på fløjte. Også i den græske mytologi findes en fløjtenist: hyrdeguden Pan, der har givet navn til panfløjten, idet han passede dyrene ved brug af en fløjte.
Albert Roussel har skrevet værket Joueurs de flûte, der består af fire små stykker, der hver har at gøre med en fløjtenist som Pan, Krishna, Tityre (hyrde i Vergils Bucolica) og hr. de la Peujaudi (helten i et værk af Henri de Régnier). Også andre har skrevet værker for fløjte navngivet efter fløjtenister (som oftest Pan). Men også nymfen Syrinx, som Pan forvandlede til siv og brugte som fløjte, har givet navn til det meget kendte stykke Syrinx.
Carl Nielsen har både Pan og Syrinx med i en komposition.

### Militæret og underholdning (ca. 1200-1700)
Fra 1200-tallet dukkede fløjtenisterne op som underholdere med fidler, og de begyndte at medvirke ved militære aktioner. I 1400-tallet havde schweiziske tropper fløjtenister og trommeslagere til at spille forskellige signaler. I 1600-tallet havde fløjten fået en sådan standard, at bl.a. adelen ansatte fløjtenister som underholdere i små ensembler. Det er formentligt først, da fløjter begynder at optræde i fransk og tysk opera- og kammermusik i slutningen af det 17. århundrede, at fløjtenisterhvervet blev en egentlig profession. Her var kommet materiale nok til at have dem ansat til kun at spille fløjte, hvor de tidligere havde måttet spille flere instrumenter.

### Efter 1700
Fra 1700-tallet begyndte fløjtenisterne at få et solorepertoire og blev samtidig fast inventar i symfoniorkestre. Det blev muligt at skabe sig en karriere som fløjtenist: Friedrich Dülon er en af de første prominente fløjtevirtuoser. François Devienne og Antoine Hugot blev som nogle af de førende fløjtenister i slutningen af det 18. århundrede ansat ved det nyoprettede Conservatoire de Paris som professorer. I løbet af 1800-tallet kom der flere professionelle fløjtenister, og med den udøvende fløjtenist Theobald Böhms forbedringer af fløjten midt i det 19. århundrede var vejen banet for endnu flere i fløjteverdenen. Conservatoire de Paris forblev stedet, hvorfra fløjtetraditionen blev angivet, og med ansættelsen i 1893 af fløjtenisten Paul Taffanel som professor blev den retning, der i dag kaldes "Den Franske Skole" og kendetegner fløjtespillet klang- og stilmæssigt i både USA og Europa, påbegyndt udformet. Engelske Charles Nicholson og tyske J.J. Quantz var bl.a. fortalere for et vibratofrit udtryk, mens eleverne fra den Franske Skole lærte en let, vibrerende klang, der omkring 1960 havde spredt sig til resten af Vesten.
Omkring 1900 blev der skrevet meget ny musik for fløjte, og flere optrådte som solister. Dog var det først med Marcel Moyse (1889-1984) og Jean-Pierre Rampal (1922-2000), at der blev sat fokus på solofløjtenisterne, da de øgede fløjtens populariteten som koncertinstrument. Marcel Moyse udviklede desuden en pædagogisk retning; hans øvelser og teknikker kom til at være standardundervisningsmateriale. Efterfølgende har især britiske James Galway (f. 1939) gjort sig gældende med bl.a. over 50 udgivne album. Den unge schweiziske Emmanuel Pahud (f. 1970) kan regnes som arvtager med en omfattende produktion af album samt en fortrinlig position hos Berliner Philharmonikerne.

## Genrer
De fleste fløjtenister arbejder inden for den klassiske musikverden, men de benyttes også inden for jazzen. Som oftest har de her et andet hovedinstrument (ofte saxofon) og bruger kun fløjten i særlige passager. Den progressive rock har også i visse tilfælde fløjten med. Det gælder også den hollandske gruppe Focus, hvor frontmanden Thijs van Leer blandt andet var fløjtenist samt Ian Anderson fra Jethro Tull, der skal have bragt fløjten ind i rockmusikken. I den danske popverden kan også nævnes Lars Lilholt Band, der tidligere ofte benyttede sig af fløjtenistmedvirken (Tine Lilholt).
Inden for klassisk musik har især Marcel Moyse og Jean-Pierre Rampal gjort tværfløjten til et populært koncertinstrument og som de senere meget berømte fløjtenister James Galway og Emanuel Pahud har kunnet tiltrække et stort publikum.
Nogle fløjtenister blander også den klassiske musik med nyere eller alternative genrer som Robert Dick (f. 1950), fløjtenist og komponist, der får inspiration fra jazz og østens musik og eksperimenterer med nye teknikker, og Greg Patillo, der efter en karriere i symfoniorkestre nu optræder som beatboxing-fløjtenist.

### Komponister
Der er kun få fløjtenister, der som mange pianister også komponerer, men blandt dem er Kuhlau med mange fløjtekvartetter og den danske Joachim Andersen, der ud over at være udøvende fløjtevirtuos også komponerede for instrumentet. Selv om der ikke er mange fløjtenister, der skriver værker for fløjten, er der ikke den mangel på materiale, som der er for saxofonister, der derfor ofte låner kompositioner skrevet for tværfløjten. Mange store komponister har skrevet værker for fløjte som Wolfgang Amadeus Mozart og Antonio Vivaldi samt mange nyere komponister. Tværfløjtenister, der specialiserer sig i barokmusik, må dog ofte ty til stykker skrevet for blokfløjte eller violin. Det skyldes, at der ikke er meget barokmusik skrevet for tværfløjte, og at blokfløjten rent teknisk ligger ret tæt på den. Væsentligt sværere bliver det med værker for violin, som fløjtenister tit bliver udsat for, grundet det lignende toneleje.

## Uddannelse
Uddannelsen til fløjtenist sker på musikkonservatorier. I Danmark er uddannelsen opbygget som andre videregående uddannelser med bachelor- og kandidatgrad. Dernæst kan de bedste blive optaget i den såkaldte solistklasse. Optagelse til uddannelsen sker via en optagelsesprøve, som er forholdsvis ensartet på alle konservatorierne. Til hovedfagsprøven spilles en selvvalgt komposition samt to etuder af Joachim Andersen og en Bach-sonate. Desuden skal der på forlangende kunne spilles nogle vilkårlige skalaer. For at sikre talentet ud over flittig øvning spilles også et kortere stykke prima vista.
Mange fløjtenister videreuddanner sig efter endt færdiguddannelse på konservatorierne og en kortere eller længere karriere. En af grundene til at videreuddanne sig er at fordybe sig i sit instrument og hente inspiration fra nogle af de mest anerkendte fløjtenister. På den måde er der opbygget et slags stamtræ over fløjtenister og deres læremestre, hvor en stor del af alle professionelle fløjtenister er forbundet via deres lærere. Stamtræet begynder med de tidligste professorer i fløjte på Conservatoire de Paris, hvorfra fløjtenisttraditionen udsprang. En større undersøgelse er foretaget i USA, hvor det har vist sig, at 91% af alle nulevende fløjtenister i USA har studeret hos Georges Barrère, hans elever og deres elever.
Ved siden af konservatoriet – eller efter endt uddannelse – er det også muligt at deltage i mesterklasser, hvor de mest fremtrædende fløjtenister som James Galway giver lektioner med publikum rundt om i verden.

## Priser og konkurrencer
En fløjtenist kan deltage i konkurrencer for at vinde priser. Det medvirker til international anerkendelse. Heriblandt er den internationale Carl Nielsen-fløjtekonkurrence, der afholdes hvert fjerde år i Odense, en konkurrence i Paris opkaldt efter Jean-Pierre Rampal for unge fløjtenister (under 30 år) og en konkurrence i Kobe, Japan samt en række andre. Det er muligt for en fløjtenist at få – eller blive nomineret til en Grammy Award, hvilket danske Ulla Miilmann beviste, da hun i 2006 blev nomineret til Bedste Instrumentalsolistudførelse med Orkester.
Konkurrencer er ikke kun en sag om prestige, men giver også symfoniorketre mulighed for at ansætte nye instrumentalister. Ofte er et jobopslag en konkurrence, hvor vinderens præmie er en plads i orkestret. Hvis ansøgerne ikke lever op til forventningen, bliver der ikke ansat nogen, men i stedet udskrevet en ny konkurrence. Konkurrenceformen sikrer den højeste kvalitet i orkestrene, hvilket er med til at gøre livet som musiker meget konkurrencepræget. At hvervet er meget præstations- og konkurrencebetonet bekræftes også ved brugen af betablokkere i orkestrene, som Ulla Miilmann har fortalt om, uden selv at have taget midlerne.

## Navngivning
Der benyttes forskellige betegnelser for personer, der spiller fløjte. Retskrivningsordbogen godkender fløjtenist, fløjtist og fløjtespiller. Den mest benyttede betegnelse er imidlertid fløjtenist, som blandt andet er det ord, der oplyses af Nudansk Ordbog og samtidig er det opslag, der giver flest hits i en Google-søgning, hvorefter fløjtespiller og fløjtist . De tre begreber er en fællesbetegnelser for flere typer af fløjtespillere. Eftersom der i dag findes flest tværfløjtenister, benyttes fællesbetegnelsen ofte om denne type, hvorimod andre typer fremhæves ved at tilføje typen foran orden, som for eksempel blokfløjtenist. Desuden påhæftes betegnelsen fløjtespiller ofte en anden betydning i kunsten (hvor denne er den mest benyttede betegnelse), hvor den ofte benyttes som en beskrivelse af eksempelvis en statue af en person, der spiller en hvilken som helst fløjte. Selv om de fleste andre musikere navngives ved at påsætte endelsen -ist til deres instrument, er dette ikke tilfældet her, da instrumentet ender på en vokal, hvorfor der bruges et sammensættende n (alternativt fjernelse af e'et) – dette ses for eksempel også ved harpenist/harpist.

## Fodnoter
1. ↑  Tidligere havde fløjtens ringe udformning været en hindring, idet lydkvaliteten var uberegnelig.
2. ↑   mens en sådan spillestil i de faste symfoniorkesterinstrumenter kun har vundet indpas blandt klarinettisterne, der stort set aldrig bruger vibrato, og til dels blandt saxofonister, der bruger den mere sparsomt.